# Jeffrey Sinclair
Jeffrey David Sinclair este un personaj fictiv din universul serialului de televiziune science-fiction Babylon 5, interpretat de actorul Michael O'Hare . El a fost un personaj principal în primul sezon al serialului, în calitate de comandant al stației Babylon 5, și a avut mai multe apariții ulterior. 

## Istoricul personajului

### Viața timpurie și cariera
Jeffrey David Sinclair s-a născut pe 3 mai 2218 în Colonia Marte. Într-un prim episod al primului sezon, Sinclair afirmă că în familia sa au existat piloți „încă de la bătălia Angliei”, iar tatăl lui Sinclair a fost pilot de luptă pentru EarthForce, care a participat la bătălia de la Balos, ultima confruntare a invaziei Dilgar-ilor. Sinclair a continuat tradiția și a devenit pilot de luptă. 
Sinclair s-a înscris în EarthForce în 2237. La Academie, a cunoscut-o pe Catherine Sakai, cu care a avut o relație. După un an de viață împreună, cei doi s-au despărțit, dar au continuat să se întâlnească până în 2258, când s-au logodit. Sakai a dispărut la sfârșitul anului 2259, în timp ce se afla într-o misiune pentru Rangeri 
Al 12-lea episod din sezonul I „ Prin orice mijloace necesare ” stabilește că Sinclair a primit educație iezuită ca tânăr. 

### Sezonul 1
În 2240, Sinclair a fost promovat ca pilot de luptă, continuând o tradiție a familiei Sinclair. Mai puțin de un an mai târziu, Sinclair a fost promovat lider de escadrilă; datorită creșterii sale rapide în grad, zvonul zilei era că Sinclair era pe lista scurtă pentru a fi numit amiral. Ca șef de escadrilă, Sinclair a luptat în Bătălia Liniei, ultima bătălie majoră din Războiul Pământ-Minbari. În timpul bătăliei, escadrila sa a fost distrusă de Minbari, iar nava sa de luptă a fost grav avariată. Într-un ultim act de sfidare, Sinclair a încercat să intre într-unul dintre crucișătoarele Minbari. Dar a eșuat când a fost capturat de un alt crucișător Minbari pentru a fi interogat de către Consiliul Gri. Triluminarul Consiliului a detectat ADN-ul lui Valen în corpul lui Sinclair, așa că au presupus, spre șocul lor profund, că în acesta se află sufletul lui Valen, un erou al Minbari-ului care le-a dus victoria în urmă cu 1.000 de ani împotriva Umbrelor. Consiliul Gri a ajuns la concluzia că sufletele Minbari se renasc în corpurile umane. Descoperirea aceasta a determinat pe Minbari să se predea și să-l trimită pe Sinclair înapoi pe nava sa, cu memoria ștearsă în privința timpului său petrecut la bordul crucișătorului Minbari (deși amintirile îi vor reveni câțiva ani mai târziu). Sinclair - și Alianța Pământului - au crezut că și-a pierdut conștiința datorită accelerației mari. 
Când Babylon 5 a fost pus în funcțiune în 2257, Sinclair a fost selectat de Minbari pentru a comanda stația nou construită. El a fost selectat din josul unei liste unde sus se aflau mai mulți ofițeri superiori, printre care colonelul Ari Ben Zayn, toți fiind respinși de Minbari (aceștia au stipulat că ar trebui să aprobe alegerea comandantului stației, întrucât au împărțit costurile construcției cu Terra). 

### Anii ulteriori
În ianuarie 2259, Sinclair a fost mutat ca ambasador pe planeta Minbar, unde a preluat și comanda Rangerilor. Căpitanul John Sheridan a fost succesorul său ca șef al stației B 5. 
În 2260, Sinclair a primit o scrisoare veche de 900 de ani de la el însuși, scrisă pe Minbar, dezvăluind că el nu este reîncarnarea lui Valen, așa cum credea Consiliul Gri, ci Valen însuși. Înarmat cu această cunoaștere, Sinclair a luat Babylon 4 înapoi cu el 1000 de ani în trecut pentru a-i ajuta pe Minbari în primul lor război împotriva Umbrelor și, făcând acest lucru, a împlinit profeția Minbari devenind că el este Cel Care Era (Delenn fiind Cel/Cea care este, iar John Sheridan Cel care va fi). În trecut, Sinclair a folosit Triluminarul pentru a se transforma într-un Minbari, împlinind astfel legenda despre Valen ca fiind „un Minbari care nu s-a născut din Minbari”, acest lucru explicând și de ce triluminarul i-a răspuns atât de puternic în timpul interogatoriului său de către Consiliul Gri, așa cum fusese programat să răspundă ADN-ului său. 
Ulterior a fost dezvăluit că Delenn este o descendentă a lui Valen. (episodul „ Ispășire ”) 

## Plecarea lui O'Hare
După un sezon complet, O'Hare și producătorul / creatorul executiv al seriei J. Michael Straczynski au luat decizia reciprocă și amiabilă pentru ca personajul și actorul să nu mai aibă un rol principal.   Ulterior, O'Hare a reprimit personajul lui Sinclair, pe scurt, în sezonul doi și a avut o apariție ca invitat  în două episoade din sezonul trei. În urma acestei plecări, există mai multe neconcordanțe minore între primul sezon și restul serialului, lucru cel mai vizibil în episoadele "And the Sky Full of Stars" și "Babylon Squared". 
La cererea personală a lui O'Hare, motivele complete pentru plecarea sa din serial au fost păstrate secrete până la moartea sa din 2012. În anul următor, Straczynski a dezvăluit că O'Hare a suferit de delirări și paranoia din cauza bolii sale mintale, ceea ce în final l-a împiedicat să continue să-și facă meseria de actor. Cu toate acestea, Straczynski a subliniat că fanii lui O'Hare, în special cei ai rolului lui Sinclair, l-au ajutat să facă față luptei sale cu boala în moduri în care medicația nu a putut niciodată. 